# Rahavavy fanivelona
Rahavavy fanivelona is een spinnensoort uit de familie Phyxelididae. De soort komt voor in Madagaskar.